# دان برجس (فیلم‌بردار)
دان مایکل برجس (انگلیسی: Don Michael Burgess؛ زادهٔ ۲۸ مهٔ ۱۹۵۶) فیلم‌بردار اهل ایالات متحده آمریکا است.

## گزیده آثار
- فارست گامپ (۱۹۹۴)
- مرد عنکبوتی (۲۰۰۲)
- رفتن از ۱۳ به ۳۰ (۲۰۰۴)
- افسون‌زده (۲۰۰۷)
- ۴۲ (۲۰۱۳)
- احضار ۲ (۲۰۱۶)
- آکوامن (۲۰۱۸)